# Barzheim
Barzheim är en ort i kommunen Thayngen i kantonen Schaffhausen i Schweiz. Den ligger cirka 9,5 kilometer nordost om Schaffhausen, vid gränsen till Tyskland. Orten har 185 invånare (2023).
Orten var före den 1 januari 2004 en egen kommun, men inkorporerades då i kommunen Thayngen.